# Bloc (fortification)
Pour les articles homonymes, voir bloc.

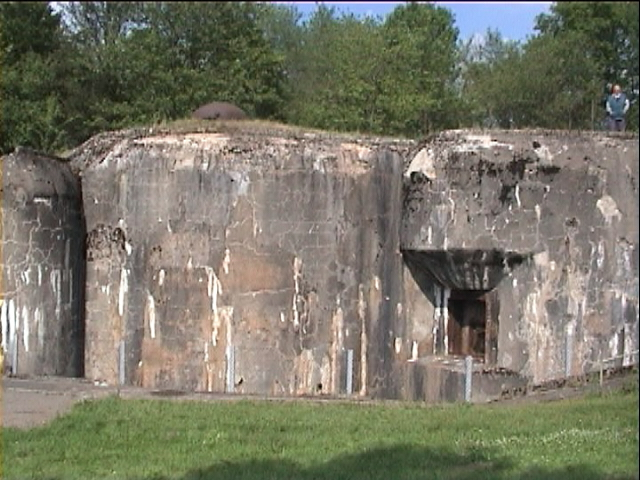
Bloc d'artillerie de l'ouvrage du Hackenberg.

En fortification, un bloc est un ouvrage bétonné.

## Historique
Le bloc est un ouvrage bétonné placé à l'extrémité d'un rayon du fort palmé de la ligne Maginot qui peut être : une casemate, une tourelle (voire les deux à la fois), un observatoire ou encore une entrée.

## Photographies montrant des blocs

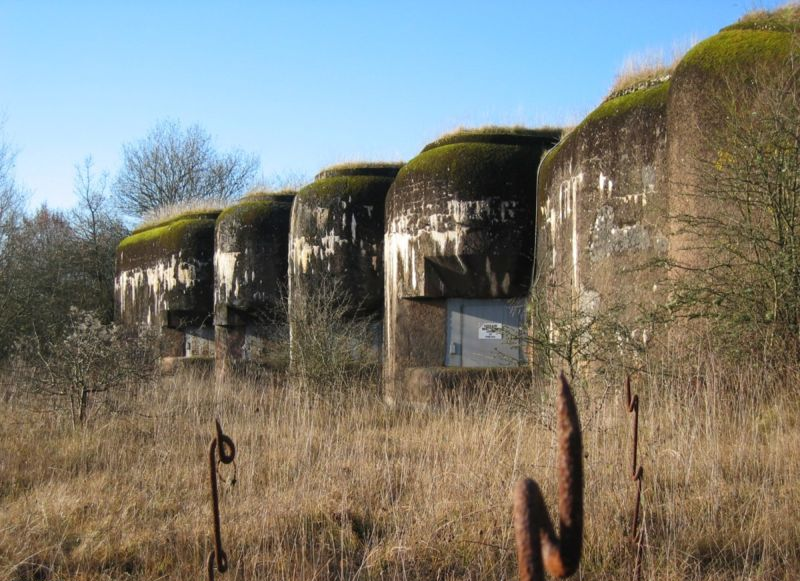
Vue frontale du bloc 5 de l'ouvrage de Rochonvillers.
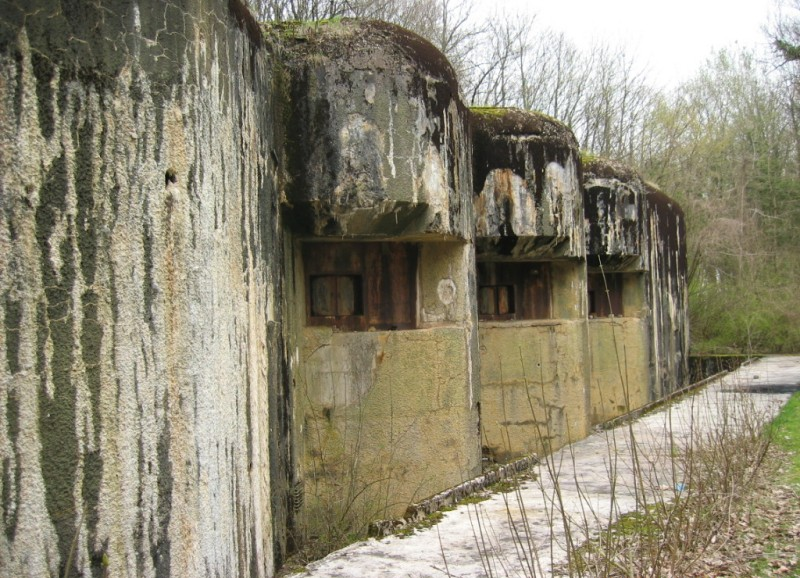
Vue en enfilade des créneaux de 75 mm du bloc 6 de l'ouvrage de Latiremont.
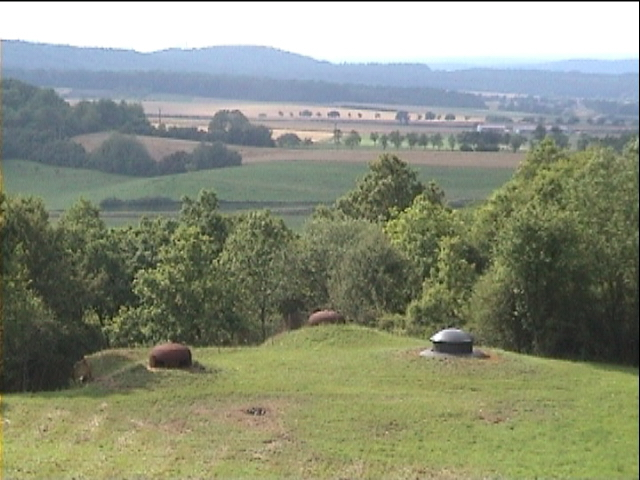
Dessus du bloc 7 de l'ouvrage du Hackenberg.
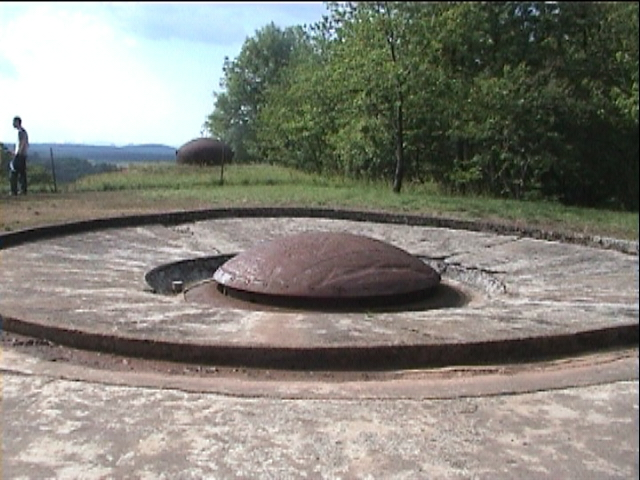
Le même type de tourelle en position éclipsée, bloc 9 de l'ouvrage du Hackenberg.
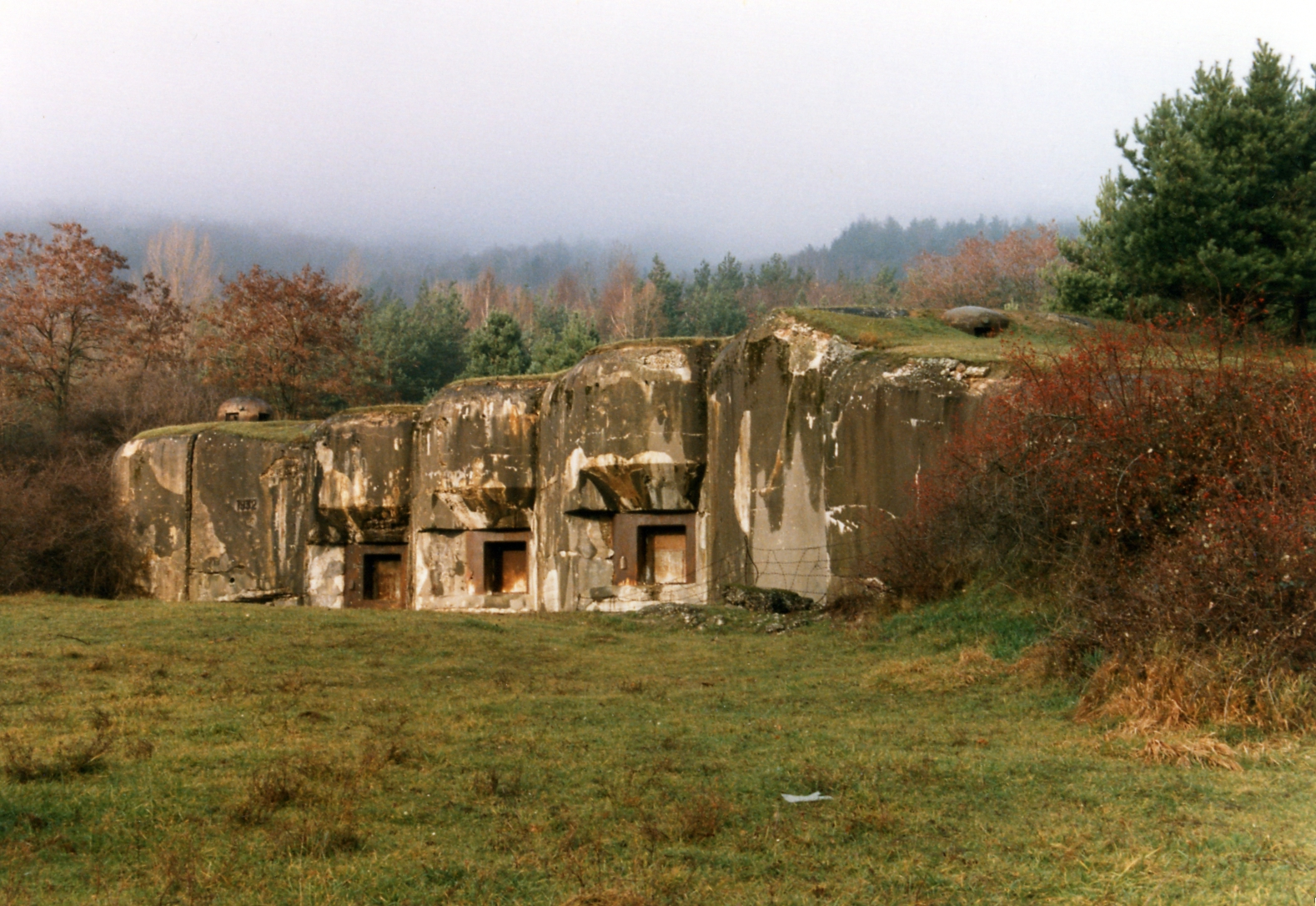
Bloc 6 de l'ouvrage du Hochwald Est, bloc d'artillerie pour trois canons de 75 mm modèle 1929.